# 189 (szám)
A 189 (száznyolcvankilenc) a 188 és 190 között található természetes szám.
Középpontos köbszám. Hétszögszám.